# Jaime de Zudáñez
Jaime de Zudáñez (La Plata, Imperio español, 1772-Montevideo, Estado Oriental del Uruguay, 1832) fue un abogado y político charquino que se destacó como uno de los participantes de la Revolución de Chuquisaca, la cual dio inicio a los “levantamientos revolucionarios autonomistas” leales a la Monarquía de España y al rey Fernando VII, lo que posteriormente se convertiría en la guerras de independencia hispanoamericana, exiliado se dedicó a la política en Chile, Argentina y Uruguay.

## Biografía
Se recibió de abogado en su ciudad natal, y ocupó los cargos de defensor de naturales y abogado oficial de la Audiencia.

### Revolución de Chuquisaca
En 1809 fue arrestado a raíz de la agitación pública causada por el paso por la ciudad del general José Manuel de Goyeneche, doble agente de la Junta de Sevilla y de la princesa Carlota Joaquina de Borbón. El motín inicial del 25 de mayo estalló para liberar a él de la cárcel, pero al día siguiente los hechos se hicieron cada vez más violentos, hasta obligar al gobernador Ramón García de León y Pizarro a renunciar. Eso dio origen a la Revolución de Chuquisaca, que en cierto sentido dio inicio a la Guerra de Independencia Hispanoamericana. Zudáñez intentó formar una Junta de Gobierno, pero la mayor parte de la población prefirió la solución intermedia que se había encontrado, nombrando gobernadora a la Real Audiencia. De todos modos, influyó lo suficiente en ésta como para mantener la provincia fuera de la obediencia al virrey del Perú. También dirigió el envío de delegados a las demás provincias del Alto Perú (actual Bolivia); sólo los enviados a La Paz lograron algo, pero eso fue mucho más de lo que esperaban: allí estalló una revolución con fuertes objetivos sociales y democráticos, la que llevó al gobierno a la Junta Tuitiva.
La revolución de Chuquisaca se quedó en objetivos solamente políticos, no logró afianzarse y fue fácilmente vencida por el mariscal Vicente Nieto, enviado desde Buenos Aires. Zudáñez fue arrestado y enviado por mar al puerto limeño de El Callao, donde permaneció varios meses detenido. Tuvo suerte de no ser enviado por tierra, ya que Goyeneche —el reconquistador de La Paz— lo hubiera hecho ahorcar. En 1811, sin que quede claro por qué el virrey José Fernando de Abascal ordenó su liberación.

### Vida política en Chile
Poco después huyó a Chile, donde a poco de su llegada escribió una proclama que firmó con el seudónimo el patea españoles, misma donde llama el Catecismo Político Cristiano, de orientación democrática y moralista, que fue el más importante documento que haya influido en la Patria Vieja chilena. Esa fue su carta de presentación en Chile, y le valió ser elegido secretario de la Asamblea que redactó el reglamento constitucional de 1812. Este documento salió mayormente de su pluma.
Integró la Junta de Gobierno como secretario de relaciones exteriores. Desde ese puesto lanzó el "Manifiesto a las Naciones", que anunciaba públicamente la intención de los chilenos de ser independientes. En parte se debió a ese manifiesto la decisión del virrey del Perú de enviar una expedición a reconquistar Chile. Caída la Junta, fue asesor de los generales Bernardo O'Higgins y Juan MacKenna y trabó amistad con José Miguel Carrera. Desde ese puesto logró el tratado de Lircay, que les dio un respiro a los patriotas ante el incontenible avance de los realistas. Pero pronto llegó la derrota definitiva en el desastre de Rancagua. Zudáñez, como muchos otros, huyó a Mendoza.

### Vida política en Buenos Aires
Llegó a Buenos Aires a principios de 1815, y fue un destacado opositor al gobierno de Carlos María de Alvear. Tras la caída de éste, fue nombrado asesor del cabildo de Buenos Aires, puesto desde el cual dirigió la elección de los diputados porteños al Congreso de Tucumán. A principios de 1817 fue elegido diputado por Charcas por el cabildo porteño; era una de las estrategias que aplicaba el gobierno de Buenos Aires para asegurarse la mayoría en el Congreso. Fue dos veces vicepresidente del mismo, y participó en la redacción de la Constitución Argentina de 1819, de carácter unitario y monárquico.

### Viaje a Montevideo
Durante la Anarquía del Año XX fue perseguido por los gobernadores Manuel de Sarratea y Manuel Dorrego, por lo que se exilió en Montevideo. Allí se dedicó al comercio y al periodismo, colaborando ocasionalmente en la administración del gobernador brasileño, Carlos Federico Lecor.

### Vida política en Uruguay
Más tarde fue diputado del Congreso uruguayo entre los años 1828-1830, participando en la declaración de la independencia y la sanción de la constitución de ese país. Falleció en Montevideo en el año 1832.
| Predecesor: Manuel de Salas | Secretario de Relaciones Exteriores de Chile 8 de abril de 1813-11 de octubre de 1813 | Sucesor: José Tadeo Mancheño |